# Kapice Stare
Kapice Stare (nazwa historyczna: Stare Kapice) – wieś w Polsce położona w województwie podlaskim, w powiecie białostockim, w gminie Tykocin.
| SIMC    | Nazwa         | Rodzaj    |
| ------- | ------------- | --------- |
| 0043392 | Milewo Leśne  | część wsi |
| 0043400 | Milewo-Żółtki | część wsi |

W latach 1975–1998 miejscowość administracyjnie należała do województwa białostockiego.
W Kapicach Starych urodził się Tadeusz Truskolaski, prezydent Białegostoku.
Wierni kościoła rzymskokatolickiego należą do parafii św. Stanisława Biskupa i Męczennika w Kobylinie-Borzymach.